# NGC 7825
NGC 7825 é uma galáxia espiral barrada (SBb) localizada na direcção da constelação de Pisces. Possui uma declinação de +05° 12' 11" e uma ascensão recta de 0 horas, 05 minutos e 06,7 segundos.
A galáxia NGC 7825 foi descoberta em 25 de Setembro de 1830 por John Herschel.